# پیرایخچالی

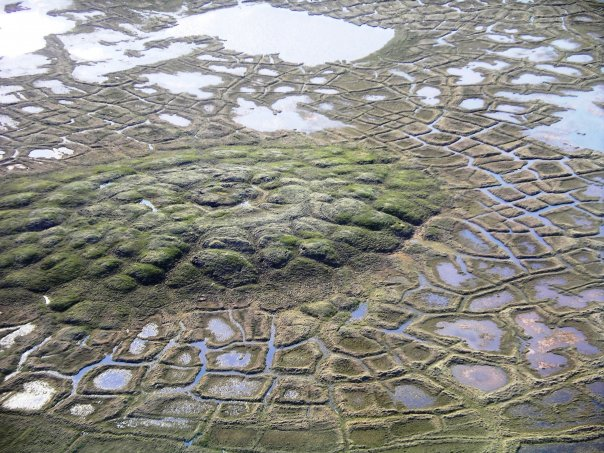
نمونه‌ای از چشم‌انداز پیرایخچالی با پینگوها و یخ‌های چندضلعی در نزدیکی توکتویاکتوک، مناطق شمال غربی، کانادا

پیرایخچالی شدن (به انگلیسی: Periglaciation)، (همچنین به مکان‌هایی در لبه‌های مناطق یخچالی اشاره دارد) فرآیندهای ژئومورفیک را توصیف می‌کند که از ذوب فصلی برف در مناطق همیشه منجمد، روانابی که از آن در گُوِه‌های یخی و ساختارهای دیگر منجمد می‌شود، ناشی می‌شود. «پیرایخچالی» محیطی را نشان می‌دهد که در حاشیه یخچال‌های گذشته قرار دارد. با این حال، چرخه‌های یخ‌زدگی و ذوب بر چشم‌انداز بیرون از مناطق یخبندان گذشته تأثیر می‌گذارد؛ بنابراین، محیط‌های پیرایخچالی در هر جایی هستند که یخ‌زدگی و ذوب شدن چشم‌انداز را به شکل قابل توجهی تغییر می‌دهد.